# Cirrochroa calcaria
Cirrochroa calcaria är en fjärilsart som beskrevs av Hans Fruhstorfer 1912. Cirrochroa calcaria ingår i släktet Cirrochroa och familjen praktfjärilar. Inga underarter finns listade i Catalogue of Life.